# Neue Stadtbaukunst
Neue Stadtbaukunst ist eine Ende der 1920er Jahre im Friedrich Ernst Hübsch Verlag (Berlin, Leipzig und Wien) erschienene Buchreihe.
Jeder Band präsentierte das damals aktuelle Baugeschehen in einer Stadt, vornehmlich in Mittel- und Großstädten wie München, Leipzig, Saarbrücken, Dortmund, Essen oder Mannheim. Der Schwerpunkt lag auf städtischen Sozial-, Wohnungs- und Verwaltungsbauten im zeitgenössischen Stil der klassischen Moderne (Neues Bauen), es wurden aber auch Industriebauten und vereinzelt Privathäuser vorgestellt. Autoren der einführenden Texte waren in der Regel die leitenden Baubeamten der dargestellten Städte.
Dem Einleitungstext folgte jeweils ein drucktechnisch hochwertiger und umfangreicher Abbildungsteil. Der Verlag schrieb dazu in einer Werbebroschüre von 1927: Wie sieht Deutschlands moderne Architektur als Stadtbaukunst aus? Diese Frage soll in der Buchreihe von vierzig Einzeldarstellungen beantwortet werden. Es ist nicht allein die Frage nach dem, was in den wichtigsten deutschen Städten in jüngster Zeit gebaut wurde. Es handelt sich auch darum, wie dieses moderne Bauen in den vorgefunden historischen Rahmen eingeht.
Für jeden Band wurde ein individueller, grafisch anspruchsvoller Einband entworfen, zum Teil stammten die Entwürfe von namhaften Künstlern und Typographen.
Parallel erschien im selben Verlag von 1925 bis 1932 die Buchreihe Neue Werkkunst, die pro Band einen Architekten bzw. ein Architekturbüro vorstellte. 

## Bände

Einband des Bandes Saarbrücken, 1928

- Baurat Philipp Kerz: Aachen, 1928.[2]
- Stadtverwaltung, mit einer Einleitung von Erich Feldhaus: Das Neue Aschersleben, 1930.
- Karl Schabik, Albert Stütz, M. Wolf (Hrsg.): Dreistädteeinheit Beuthen, Gleiwitz, Hindenburg, 1929.
- Stadtbaurat Dr.-Ing. Wilhelm Delfs: Neue Bauten in Dortmund, 1928.
- Paul Wolf: Dresden, 1927.
- Stadtbaurat Rudolf Koch: Elberfeld, 1929.
- Ernst Bode: Neue Bauten der Stadt Essen, 2. Folge, 1929.
- Oberbaurat Haller, Stadtbaurat Rottmann: Heidelberg, 1928.
- Johannes Köhler: Hildesheim, 1928.
- Alexander Elsner: Jena, 1928.
- Hubert Ritter: Leipzig, 1927.
- Josef Zizler: Mannheim, 1928.
- Paul Josef Cremers: Neues Bauen in Mülheim an der Ruhr, 1929.
- Fritz Beblo: München, 1928.
- Stadtbaurat Robert Charton: Oldenburg, 1929.
- Stadtbaurat Dipl.-Ing. Schmidt: Neubauten der Stadt Oppeln[3]
- Stadtbaurat Müller: Die Stadt Pforzheim, 1929.
- Stadtbaurat Walter Kruspe: Saarbrücken, 1928.
- Karl Erbs: Brandenburg (Havel) - Trabantenstadt westlich Berlins, 1930.
- Paul Wolf: Spandau, 1931.
- Stadtverwaltung, mit einem Vorwort von Oberbürgermeister Ingo Lang von Langen: Schwenningen am Neckar, Städtische Zweckbauten, 1928.
- Stadtoberbaurat August Lehrmann: Weimar, 1928.
- Oberbaudirektor Franz Kreuter:  Würzburg, 1929.